# J. Floyd King
John Floyd King, född 20 april 1842 i St. Simons, Georgia, död 8 maj 1915 i Washington, D.C., var en amerikansk politiker (demokrat). Han var ledamot av USA:s representanthus 1879–1887 och han var son till politikern T. Butler King.
King tjänstgjorde i amerikanska inbördeskriget som överstelöjtnant i artilleriet i sydstatsarmén.
King efterträdde 1879 J. Smith Young som kongressledamot och efterträddes 1887 av Cherubusco Newton.